# مناظره‌های انتخابات ریاست‌جمهوری ایران (۱۳۹۶)
برگزاری مناظره‌های زنده و مستقیم شش نفره نامزدهای دوازدهمین دورهٔ انتخابات ریاست‌جمهوری ایران توسط کمیسیون بررسی تبلیغات انتخابات ریاست‌جمهوری ایران از قرار زیر اعلام شد:
- جمعه ۸ اردیبهشت ۱۳۹۶ (مناظره اجتماعی)
- جمعه ۱۵ اردیبهشت ۱۳۹۶ (مناظره سیاسی - فرهنگی)
- جمعه ۲۲ اردیبهشت ۱۳۹۶ (مناظره اقتصادی)

## پخش زنده مناظره‌ها
در دومین جلسه کمیسیون بررسی تبلیغات انتخابات ریاست‌جمهوری ایران که پنج‌شنبه ۳۱ فروردین ۱۳۹۶ برای برخورداری برابر نامزدها از امکانات صدا و سیما، ضوابط و چارچوب‌های تولید و پخش برنامه‌های انتخاباتی دوازدهمین دوره ریاست جمهوری برگزار شد تصویب شد مناظرات زنده تلویزیونی کاندیداهای به‌صورت زنده پخش نشود. انتشار این خبر با واکنش‌هایی از سوی نامزدها، مدیران صداوسیما، برخی از سیاسیون و جمعی از رسانه‌ها و مردم همراه شد. روز بعد وزارت کشور ایران با صدور اطلاعیه‌ای به برخی انتقادات مبنی بر عدم پخش مستقیم مناظره‌های انتخاباتی واکنش نشان داد. تصمیم نهایی مبنی بر پخش مستقیم و زنده مناظره‌ها اعلام شد.